# Carl Anton Bjerknes
Carl Anton Bjerknes (1825-1903) va ser un matemàtic i físic noruec.

## Vida i Obra
Bjerknes va estudiar enginyeria de mines a la universitat de Oslo, en la que es va graduar el 1848. A partir d'aquesta data i fins al 1852 va treballar a les mines de plata de la ciutat de Kongsberg. Després d'uns anys com a professor de secundària, els 1856 i 1857 va estar a París i Göttingen, on va estudiar amb Cauchy i Dirichlet, respectivament.
El 1861 va ser nomenat professor de la universitat de Oslo i el 1869 catedràtic de matemàtiques pures.
Els seus dos volums de hidrodinàmica van ser publicats pel seu fill, Vilhelm Bjerknes, el 1900 i el 1902.